# Železný Brod
Železný Brod é uma cidade checa localizada na região de Liberec, distrito de Jablonec nad Nisou.